# حسني عبد الملك
حُسْني عَبْد الملك (تُوفي في 12 يونيو 1950) هو أديبٌ وشاعرٌ مهجري حموّي. كان عضوًا في الرابطة الأدبيّة التي أُنْشِئت سنةَ 1949 م في المَهْجر الأَرْجنتيني.

## حياته وسيرته
وُلِد الشاعرُ والأديب حُسْني عَبْد الملك في مدينة حماة السوريّة، وتلقَّى بعضَ التعليم فيها، واكتسب قِسْطًا من الثقافة والمهارة في علوم اللغة وآدابها قبلَ هجرتِه إلى الأرجنتين التي بقي فيها إلى حين وفاته في 12 حزيران/يُونيُو 1950 م الموافق 26 شعبان 1369 هـ. لقد ذكرت «جريدةُ المواهب المهجريّة» لصاحبها يوسف صارمي في حفلة تأبين الشاعر أنّه «صرفَ نحوَ 40 سنة من عمره في ديار الغربة»؛ أي كانت هجرتُه سنةَ 1910 م تقريبًا، أو بعدَ ذلك بقليل خلال «العقد الثاني من القرن الماضي، حيث اختار الشاعرُ أن يكونَ تاريخا ميلادِه وهجرتِه سرًّا».
اعتمد حُسْني عَبْد الملك على نفسه في اكتساب معارفه، ولكنّ المعلوماتِ المتوفّرة عن تكوينه العلمي تبدو ضئيلة. عملَ الشاعرُ في مغتربه بالصحافة، حيث ترأَّسَ تحريرَ «الجريدة السورية اللبنانية» في عهد صاحبها الأوّل موسى عزيزة؛ وفي سنة 1919 م أوكلت إليه الجامعةُ السورية تحريرَ مجلّتها الوطنيّة وإدارتَها في المَهْجر الأَرْجنتيني، فكان يدَها ولسانها؛ كما أنشأ «مجلّةَ الراية» في السنة نفسِها. وأصدر سنةَ 1933 م «جريدةَ الوطن»، إضافة إلى عمله سكرتيرًا عامًا للجنة إغاثة فلسطين لجمع التبرّعات، حيث بقيَ حتّى وفاته. ومن الجدير بالذكر أنّ حُسْني عَبْد الملك كان عضوًا في الرابطة الأدبيّة التي أُنْشِئت سنةَ 1949 م في المَهْجر الأَرْجنتيني.

## شعرُه
يبدو حسني عبد الملك من خلال قصائده شاعرًا عُرُوبيًّا قوميًّا، يحبّ وطنه ولغتَه العربيّة حبًّا جمًّا. وشعرُه عموديّ الوزن، أمّا القافيةُ فهي واحدة أو متعدّدة في قصائده، لكنها لا تخرج عن النسق الشعري العربي المتعارف عليه. يحمل الشاعرُ في شعره على تخاذل بعض الأنظمة العربيّة في مواجهة أعداء الأمّة، والانتصار لقضاياها؛ ويفخر ببلاده وأهله، وبأمجاد أمّته وتاريخها ورسولها الكريم محمّد. وفي ذلك يقول:
ويقول في حبّ العروبة في موضع آخر، محذّرًا من أدعيائها والمتواطئين عليها:
ويُعرِّض في قصيدةٍ أخرى بأحد ملوك العرب فيقول:
ولعلّ العثورَ على بقيّة نتاج الشاعر يفسح المجالَ لمزيد من دراسة أدبه لغةً وأغراضًا وإيقاعًا.